# Prochor di Pečers'k
Prochor di Pečers'k, noto anche come Lebednik (Smolensk, ... – Monastero delle grotte di Kiev, 1107), è stato un monaco cristiano ucraino.
È venerato come santo dalla Chiesa ortodossa russa che ne celebra la memoria il 10 febbraio e il 28 settembre.

## Agiografia
La sua agiografia è stata composta dal monaco Policarpo ed è inserita nei Pateriki del Monastero delle Grotte di Kiev, redatti tra l'XI e il XIII secolo.
Prochor prese i voti al Monastero delle grotte di Kiev alla fine dell'XI secolo. La sua agiografia lo descrive come un monaco dotato del dono della profezia ed estremamente parco nel nutrirsi. La sua caratteristica principale fu il cibarsi solo e unicamente di acqua e pane fatto, invece che con la farina, con l'atreplice, graminacea dal sapore estremamente amaro nota in russo come lebeda. Narrano i resoconti agiografici che, durante una carestia, il monaco produsse una gran quantità di cibo con questo ingrediente per poi donarlo al popolo affamato. Il risultato, che avrebbe dovuto rivelarsi di un sapore amarissimo per via della particolare erba utilizzata, ebbe invece la caratteristica di possedere la croccantezza, la bontà e le capacità nutritive del pane ordinario, sfamando in tal modo i kieviani.
Un altro miracolo per cui è famoso fu, durante una grave penuria di sale, al tempo indispensabile per la conservazione dei cibi, la trasformazione della cenere in tale condimento. Venuto a sapere di tale prodigio si racconta che il Gran principe Svjatopolk II di Kiev avesse voluto speculare su tale trasformazione, rivendendo a prezzi maggiorati il sale che si era premurato di confiscare. Poco dopo tale incetta, tuttavia, il sale si trasformò di nuovo in cenere, che Svjatopolk ordinò di abbandonare. Dopo tre giorni la cenere si trasformò di nuovo in sale e la popolazione poté attingervi.
Conscio dell'errore il Principe si recò a chiedere perdono al monaco. Ne nacque un rapporto devozionale tanto forte che si narra che, alla notizia della morte di Prochor, Svjatopolk abbandonò improvvisamente le proprie truppe durante una guerra con i Poloviciani per seppellirne i resti mortali. Attaccando in seguito battaglia ottenne una vittoria completa sulle truppe nemiche.